# Roger Mühl
 (janvier 2012).
Roger Mühl, né le 20 décembre 1929 à Geudertheim, mort le 4 avril 2008 à Mougins, est un artiste-peintre, dessinateur, lithographe et sculpteur français.

## Biographie
Roger Mühl entre à l’École nationale supérieure des arts décoratifs à Strasbourg d'où il sort en 1948 pour se rendre dans le territoire de Belfort. Il s'installe en 1954 à Montreux-Château et fait sa première exposition parisienne à la Galerie de Paris en 1960. Puis à Genève, Londres, Milan, Dallas, Cologne, Stuttgart, Tokyo, Kyoto, Belfort et New York. Il travaille essentiellement sur la Côte d'Azur.

« Il était considéré comme peintre figuratif, peintre de la Provence et de ses paysages, avant tout peintre de la lumière et de l’atmosphère, les empâtements servirent sa technique pour asseoir les perspectives suggérées par la seule couleur. »

— Patrice Mühl, expert honoraire
[réf. nécessaire]

« Je pense que chaque sujet a sa couleur propre. L’essentiel est de la dégager ; le plus important est son murissement. Il ne s’agit pas de faire vivre une couleur avec une complémentaire ou une opposée, mais, par des couches superposées qui lui donnent sa respiration intérieure, elle doit se suffire et vivre en elle-même. Un phénomène important : la radiation ; il tient à peu de choses, à la sensibilité du peintre, qui au moment trouvé saura capter ce mûrissement. C’est à ce moment-là que la couleur acquiert une certaine expression de langage pur. »

— Christine Gleiny, Mühl, Éditions Fernand Mourlot, 1963, p. 27